# Perast
Perast es una localidad de Montenegro que cuenta con 349 habitantes y está situada en la Bahía de Kotor, en la orilla del Adriático, a pocos kilómetros al noroeste de Kotor. Cerca de la población se encuentran dos pequeñas islas,  el Islote Sveti Dorde (Isla de San Jorge)  en el que se ubica un monasterio benedictino del siglo XII y Gospa od Škrpjela, (Nuestra Señora de las Rocas) pequeña isla artificial de 3030 m² en la que existe un antiguo santuario dedicado a  la Virgen de la Roca.

## Galería de imágenes

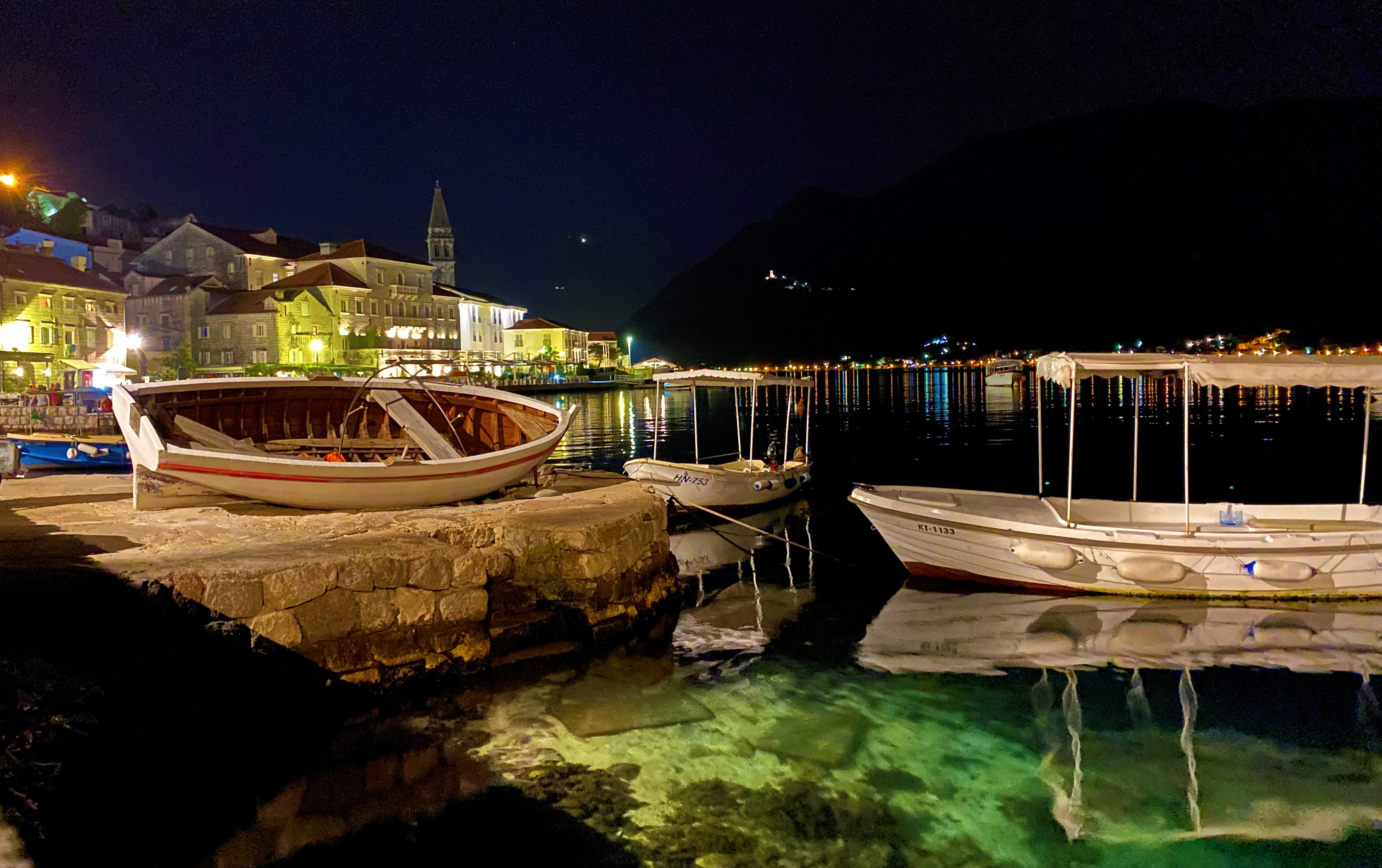
Vista nocturna de Perast